# De tonta, nada
De tonta, nada (titulada en inglés: Nobody's Fool) es una película estadounidense de comedia escrita y dirigida por Tyler Perry. Es protagonizada por Tiffany Haddish, Tika Sumpter, Omari Hardwick, Mecad Brooks, Amber Riley y Whoopi Goldberg.
La película fue estrenada en los Estados Unidos el 2 de noviembre de 2018 por Paramount Pictures.

## Sinopsis
Tanya (Tiffany Haddish) es liberada de prisión y se reúne con su hermana Danica (Tika Sumpter), sólo para enterarse de que está en una relación en línea con un hombre misterioso quién podría estarla engañando con "catfishing".

## Reparto
- Tika Sumpter como Danica, la hermana de Tanya.
- Tiffany Haddish como Tanya.
- Omari Hardwick como Frank.
- Whoopi Goldberg como Tonia, la madre de Tanya y Danica.
- Amber Riley como Kalli.
- Mehcad Brooks como Charlie.
- Missi Pyle como Lauren Meadows.
- Chris Rock como Lawrence.
- Michael Blackson como Thug.
- Jon Rudnitsky como Benji.
- Adrian Conrad como Bailey.
- Courtney Henggeler como Hillary.
- Nev Schulman como él mismo.
- Max Joseph como él mismo.
- PJ Morton como él mismo.

## Producción
En marzo de 2018 fue anunciado que Tiffany Haddish, Tika Sumpter y Omari Hardwick se habían unido al reparto de la película, entonces titulada The List, con Tyler Perry escribiendo y dirigiendo la película, así como sirviendo como productor en la película con su empresa Tyler Perry Studios. Ese mismo mes, Whoopi Goldberg, Amber Riley, David Arvesen, y Missi Pyle se unieron al reparto de la película. Más tarde, la película fue renombrada Nobody's Fool.

### Rodaje
La fotografía principal comenzó en abril de 2018, en Atlanta, Georgia.

## Estreno
La película fue estrenada en los Estados Unidos el 2 de noviembre de 2018, por Paramount Pictures.

## Recepción
Nobody's Fool ha recibido reseñas negativas de parte de la crítica y de la audiencia. En el portal de internet Rotten Tomatoes, la película posee una aprobación de 25%, basada en 44 reseñas, con una calificación de 4.2/10 y con un consenso crítico que dice: "Nobody's Fool tiene un par de protagonistas fuertes y un puñado de escenas que resaltan los talentos de Tiffany Haddish, todo lo cual hace a los no inspirados resultados finales más frustrantes." De parte de la audiencia tiene una aprobación de 36%, basada en más de 500 votos, con una calificación de 2.6/5.
Metacritic le ha dado a la película una puntuación de 39 de 100, basada en 11 reseñas, indicando "reseñas generalmente desvaforables". Las audiencias encuestadas por CinemaScore le han dado una "A-" en una escala de A+ a F, mientras que en el sitio IMDb los usuarios le han dado una calificación de 4.9/10, sobre la base de 7720 votos. En la página web FilmAffinity la cinta tiene una calificación de 3.7/10, basada en 257 votos.